# Джой (Италия)
Джо̀й (на италиански: Gioi) е село и община в Южна Италия, провинция Салерно, регион Кампания. Разположено е на 684 m надморска височина. Населението на общината е 1366 души (към 2010 г.).